# Spaans Open
Het Spaans Open, officieel in het Spaans het Open de España, is een golfwedstrijd die deel uitmaakt van de Europese PGA Tour.
Op de Ladies European Tour wordt het Open de España Femenino gespeeld.
Het Spaans Open werd voor het eerst in 1912 gespeeld, en gewonnen door de Fransman Arnaud Massy.  In 1972 was dit het eerste toernooi van de net opgerichte Europese Tour. Het eindigde met een play-off tussen Valentin Barrios en Antonio Garrido, die uiteindelijk won. De derde plaats was voor Guy Hunt, die twintig jaar later referee op de Tour werd. 
Tot en met 1996 werd het toernooi het 'Spanish Open' genoemd, soms vergezeld van een sponsornaam. Sinds 1997 heet het toernooi het  'Open de España'.

## Records
Het Spaans Open van 2003 brak enkele records. Er was op de Europese Tour nog nooit zo'n lage cut geweest als bij dit toernooi: 138 (-6). Een tweede record was het aantal leiders dat aan de vierde ronde begon: zes spelers stonden op 197 (-19), te weten Paul Casey, Kenneth Ferrie (de latere winnaar), Søren Hansen, Simon Khan, Santiago Luna en Pablo Martín, die toen nog amateur was.
Het is slechts eenmaal voorgekomen dat drie verschillende spelers van eenzelfde land in drie achtereenvolgende jaren won. Dat waren Mark James, Nick Faldo en  Howard Clark.
De jongste winnaar ooit is Dale Hayes in 1971, hij was 18 jaar en 290 dagen oud. De oudste winnaar ooit is Arnold Palmer in 1975, hij was 45 jaar en 221 dagen.

## Winnaars vanaf 1972
| Jaar                                  | Baan                                  | Winnaar                 | Score        | Score        | Info                                                     |
| Spanish Open                          | Spanish Open                          | Spanish Open            | Spanish Open | Spanish Open | Spanish Open                                             |
| ------------------------------------- | ------------------------------------- | ----------------------- | ------------ | ------------ | -------------------------------------------------------- |
| 1972                                  | Golf Platja de Pals                   | Antonio Garrido po      | 293          | +1           | Won de play-off van Valentin Barrios                     |
| 1973                                  | La Manga Club                         | Neil Coles              | 282          | –6           |                                                          |
| 1974                                  | La Manga Club                         | Jerry Heard             | 279          | –9           |                                                          |
| 1975                                  | La Manga Club                         | Arnold Palmer           | 283          | –5           |                                                          |
| 1976                                  | La Manga Club                         | Eddie Polland           | 282          | –6           |                                                          |
| 1977                                  | La Manga Club                         | Bernard Gallacher       | 277          | –11          |                                                          |
| 1978                                  | El Prat                               | Brian Barnes            | 276          | –12          |                                                          |
| 1979                                  | Torrequebrada                         | Dale Hayes              | 278          | –10          |                                                          |
| Benson & Hedges Spanish Open          |                                       |                         |              |              |                                                          |
| 1980                                  | Escorpión                             | Eddie Polland           | 276          | –12          |                                                          |
| 1981                                  | El Prat                               | Severiano Ballesteros   | 273          | –15          |                                                          |
| 1982                                  | Club de Campo                         | Sam Torrance            | 273          | –15          |                                                          |
| 1983                                  | Las Brisas                            | Eamonn Darcy            | 277          | –11          |                                                          |
| 1984                                  | El Saler                              | Bernhard Langer         | 275          | –13          |                                                          |
| 1985                                  | Vallromanes                           | Severiano Ballesteros   | 266          | –14          |                                                          |
| Peugeot Spanish Open                  |                                       |                         |              |              |                                                          |
| 1986                                  | La Moraleja                           | Howard Clark            | 272          | –16          |                                                          |
| 1987                                  | Las Brisas                            | Nick Faldo              | 286          | –2           |                                                          |
| 1988                                  | Pedrena, Santander                    | Mark James              | 262          | –18          |                                                          |
| 1989                                  | El Saler                              | Bernhard Langer         | 281          | –7           |                                                          |
| 1990                                  | Club de Campo                         | Rodger Davis            | 277          | –11          |                                                          |
| 1991                                  | Club de Campo                         | Eduardo Romero po       | 275          | –13          | Won de play-off van Seve Ballesteros                     |
| 1992                                  | Jarama R.A.C.E.                       | Andrew Sherborne        | 271          | –17          |                                                          |
| 1993                                  | Jarama R.A.C.E.                       | Joakim Haeggman         | 275          | –13          |                                                          |
| 1994                                  | Club de Campo                         | Colin Montgomerie       | 277          | –11          |                                                          |
| 1995                                  | Club de Campo                         | Severiano Ballesteros   | 274          | –14          |                                                          |
| 1996                                  | Club de Campo                         | Pádraig Harrington      | 272          | –16          |                                                          |
| Peugeot Open de España                |                                       |                         |              |              |                                                          |
| 1997                                  | La Moraleja                           | Mark James po           | 277          | –11          | Won de play-off van Greg Norman                          |
| 1998                                  | El Prat                               | Thomas Bjørn            | 267          | –21          |                                                          |
| 1999                                  | El Prat                               | Jarmo Sandelin          | 267          | –21          |                                                          |
| 2000                                  | PGA de Catalunya                      | Brian Davis             | 274          | –14          |                                                          |
| Via Digital Open de España            |                                       |                         |              |              |                                                          |
| 2001                                  | El Saler                              | Robert Karlsson         | 277          | –11          |                                                          |
| Canarias Open de España               |                                       |                         |              |              |                                                          |
| 2002                                  | El Cortijo                            | Sergío Garcia           | 275          | –13          |                                                          |
| 2003                                  | Golf Costa Adeje, Tenerife            | Kenneth Ferrie po       | 266          | –22          | Won de play-off van Peter Hedblom en Peter Lawrie        |
| 2004                                  | Fuerteventura GC                      | Christian Cévaër        | 271          | –9           |                                                          |
| Jazztel Open de España en Andalucía   |                                       |                         |              |              |                                                          |
| 2005                                  | The San Roque Club                    | Peter Hanson po         | 280          | –8           | Won de play-off van Peter Gustafsson                     |
| Andalucía Open de España Valle Romano |                                       |                         |              |              |                                                          |
| 2006                                  | San Roque                             | Niclas Fasth po         | 270          | –18          | Won de play-off van John Bickerton                       |
| Open de España                        |                                       |                         |              |              |                                                          |
| 2007                                  | Centro Nacional                       | Charl Schwartzel        | 272          | –16          |                                                          |
| 2008                                  | Real Club de Golf de Sevilla, Sevilla | Peter Lawrie po         | 273          | –15          | Won de play-off van Ignacio Garrido                      |
| 2009                                  | PGA Catalunya Resort, Girona          | Thomas Levet            | 270          | –18          |                                                          |
| 2010                                  | Real Club de Golf de Sevilla          | Alvaro Quiros           | 277          | –11          |                                                          |
| 2011                                  | El Saler                              | Thomas Aiken            | 278          | –10          |                                                          |
| Reale Seguros Open de España          |                                       |                         |              |              |                                                          |
| 2012                                  | Real Club de Golf de Sevilla          | Francesco Molinari      | 280          | –8           |                                                          |
| Open de España                        |                                       |                         |              |              |                                                          |
| 2013                                  | El Saler                              | Raphaël Jacquelin po    | 283          | –5           | Won de play-off van Felipe Aguilar en Maximilian Kieffer |
| 2014                                  | PGA Catalunya                         | Miguel Ángel Jiménez po | 284          | –4           | Won de play-off van Richard Green en Thomas Pieters      |
| 2015                                  | Real Club de Golf El Prat             | James Morrison          | 278          | –10          |                                                          |

In 2013 eindigde het Spaans Open in een play-off die negen holes duurde, een evenaring van het record dat in Nederland gevestigd werd.

## Winnaars voor 1972
| Jaar         | Baan             | Winnaar                                            | Score         |
| Spanish Open | Spanish Open     | Spanish Open                                       | Spanish Open  |
| ------------ | ---------------- | -------------------------------------------------- | ------------- |
| 1971         | El Prat          | Dale Hayes                                         | 275           |
| 1970         | Nueva Andalucia  | Ángel Gallardo                                     | 284           |
| 1969         | Jarama R.A.C.E.  | Jean Garaialde                                     | 283           |
| 1968         | La Galea         | Bob Shaw                                           | 286           |
| 1967         | Sant Cugat       | Sebastian Miguel                                   | 265           |
| 1966         | Sotogrande       | Roberto De Vicenzo                                 | 279           |
| 1965         | Niet gespeeld    | Niet gespeeld                                      | Niet gespeeld |
| 1964         | Tenerife         | Ángel Miguel                                       | 272           |
| 1963         | El Prat          | Ramón Sota                                         | 287           |
| 1962         | Niet gespeeld    | Niet gespeeld                                      | Niet gespeeld |
| 1961         | Puerta de Hierro | Ángel Miguel                                       | 267           |
| 1960         | Club de Campo    | Sebastian Miguel                                   | 286           |
| 1959         | El Prat          | Peter Thomson                                      | 286           |
| 1958         | Puerta de Hierro | Peter Alliss                                       | 268           |
| 1957         | Club de Campo    | Max Faulkner                                       | 283           |
| 1956         | El Prat          | Peter Alliss                                       | 285           |
| 1955         | Puerta de Hierro | Conde de Lamaze (am) Ángel Miguel (beste pro)      | 271 274       |
| 1954         | Puerta de Hierro | Sebastian Miguel                                   | 268           |
| 1953         | Puerta de Hierro | Max Faulkner                                       | 271           |
| 1952         | Puerta de Hierro | Max Faulkner                                       | 275           |
| 1951         | Puerta de Hierro | Mariano Provencio                                  | 281           |
| 1950         | Cedana           | Antonio Cerdá                                      | 281           |
| 1949         | Puerta de Hierro | Marcelino Morcillo                                 | 280           |
| 1948         | Negun            | Marcelino Morcillo                                 | 268           |
| 1947         | Puerta de Hierro | Mario Gonzalez (am) Marcelino Morcillo (beste pro) | 272 277       |
| 1946         | Pedrena          | Marcelino Morcillo                                 | 281           |
| 1945         | Puerta de Hierro | Carlos Celles                                      | 274           |
| 1944         | Pedrena          | Nicasio Sagardia                                   | ?             |
| 1943         | Puerta de Hierro | Mariano Provencio                                  | 286           |
| 1942         | Sant Cugat       | Gabriel Gonzalez                                   | 264           |
| 1941         | Puerta de Hierro | Mariano Provencio                                  | 283           |
| 1936 - 1940  | Niet gespeeld    | Niet gespeeld                                      | Niet gespeeld |
| 1935         | Puerta de Hierro | Angel de la Torre                                  |               |
| 1934         | Puerta de Hierro | Joaquín Bernardino                                 |               |
| 1933         | Puerta de Hierro | Gabriel Gonzalez                                   |               |
| 1932         | Puerta de Hierro | Gabriel Gonzalez                                   |               |
| 1931         | Niet gespeeld    | Niet gespeeld                                      | Niet gespeeld |
| 1930         | Puerta de Hierro | Joaquín Bernardino                                 |               |
| 1929         | Puerta de Hierro | Eugène Lafitte                                     |               |
| 1928         | Puerta de Hierro | Arnaud Massy                                       |               |
| 1927         | Puerta de Hierro | Arnaud Massy                                       |               |
| 1926         | Puerta de Hierro | Joaquín Bernardino                                 |               |
| 1925         | Puerta de Hierro | Angel de la Torre                                  |               |
| 1924         | Niet gespeeld    | Niet gespeeld                                      | Niet gespeeld |
| 1923         | Puerta de Hierro | Angel de la Torre                                  |               |
| 1922         | Niet gespeeld    | Niet gespeeld                                      | Niet gespeeld |
| 1921         | Puerta de Hierro | Eugène Lafitte                                     |               |
| 1920         | Niet gespeeld    | Niet gespeeld                                      | Niet gespeeld |
| 1919         | Puerta de Hierro | Angel de la Torre                                  |               |
| 1918         | Niet gespeeld    | Niet gespeeld                                      | Niet gespeeld |
| 1917         | Puerta de Hierro | Angel de la Torre                                  |               |
| 1916         | Puerta de Hierro | Angel de la Torre                                  |               |
| 1913 - 1915  | Niet gespeeld    | Niet gespeeld                                      | Niet gespeeld |
| 1912         | Polo Club        | Arnaud Massy                                       |               |

### Meervoudige winnaars
In 2010 hebben dertien spelers het toernooi meer dan één keer gewonnen.
| Naam                  | Jaartallen                   | Informatie                                             |
| 5 keer                | 5 keer                       | 5 keer                                                 |
| --------------------- | ---------------------------- | ------------------------------------------------------ |
| Angel de la Torre     | 1916, 1917, 1919, 1923, 1925 |                                                        |
| 3 keer                |                              |                                                        |
| Arnaud Massy          | 1912, 1927, 1928             |                                                        |
| Joaquin Bernardino    | 1926, 1930, 1934             |                                                        |
| Gabriel Gonzalez      | 1932, 1933, 1942             |                                                        |
| Marcelino Morcillo    | 1946, 1948, 1949             | in 1947 won een amateur, hij was de beste professional |
| Mariano Provencio     | 1941, 1943, 1951             |                                                        |
| Max Faulkner          | 1952, 1953, 1957             |                                                        |
| Sebastián Miguel      | 1954, 1960, 1967             |                                                        |
| Severiano Ballesteros | 1981, 1985, 1995             |                                                        |
| 2 keer                |                              |                                                        |
| Eugène Lafitte        | 1921, 1929                   |                                                        |
| Peter Alliss          | 1956, 1958                   |                                                        |
| Ángel Miguel          | 1961, 1964                   |                                                        |
| Dale Hayes            | 1971, 1979                   |                                                        |
| Eddie Polland         | 1976, 1980                   |                                                        |
| Bernhard Langer       | 1984, 1989                   |                                                        |
| Mark James            | 1988, 1997                   |                                                        |

## Trivia
- Dale Hayes is in 1971 de jongste winnaar met 18 jaar en 290 dagen, Arnold Palmer is in 1975 de oudste met 45 jaar en 221 dagen.
- Tweemaal is het Spaanse Open gewonnen door een amateur: In 1947 wint Mario González met 272 (beste pro is Marcelino Morcillo met 277) en in 1955 wint de Franse amateur Conde de Lamaze met 271 (beste pro is Ángel Miguel met 274).